# 大黃餡餅
大黄馅饼（英語：Rhubarb pie）是一种以大黄为馅的馅饼。

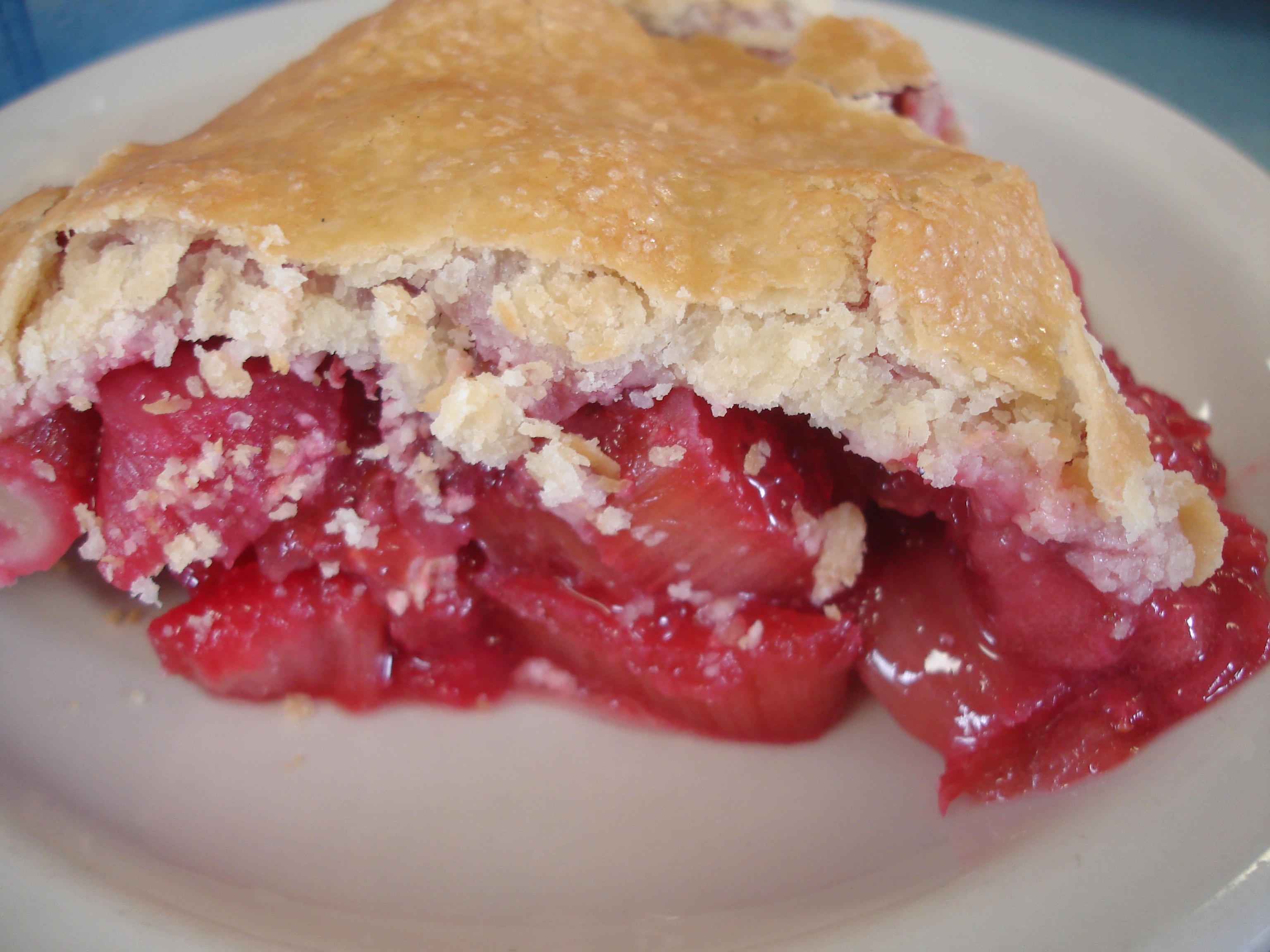

## 英国
大黄馅饼在英国很受欢迎，英国人从17世纪就开始种植大黄，从18世纪开始人们就开始食用其叶柄。除了大黄丁外，馅饼中加有大量的糖来平衡大黄丁的强烈酸味。馅饼通常由底层饼皮和各种样式的上层饼皮组成。

## 北美
大黄馅饼是美国的传统甜点。它是新英格兰美食的一部分。它长期以来一直是大平原地区和中西部地区制作馅饼的热门选择，因为这些地方并不总是有水果可吃。
华盛顿州萨姆纳自称是“世界大黄馅饼之都”。虽然该城市自20世纪30年代起就一直有这个称号，但具体何时出现这一称号尚不得而知。 
大黄馅饼在加拿大也很受欢迎，因为大黄可以在寒冷的气候下生长。

## 变种
草莓大黄派，是一种以草莓和大黄为馅料的酸甜馅饼，有时木薯也被用作增稠加入其中。